# Kalifornische Platane
Die Kalifornische Platane (Platanus racemosa) ist eine Baumart aus der Gattung der Platanen. Sie ist heimisch von Kalifornien bis Mexiko.

## Beschreibung

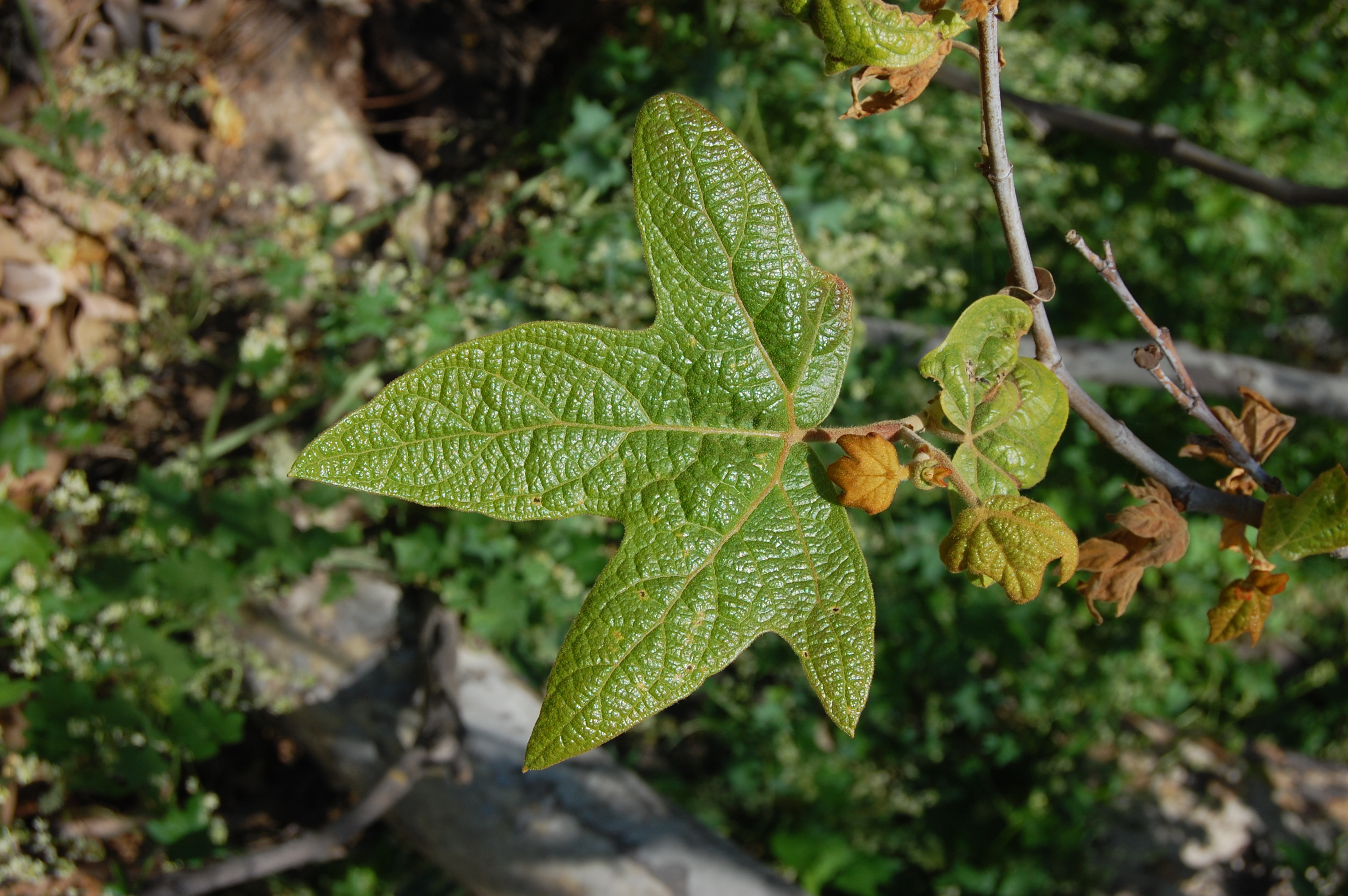
Blatt

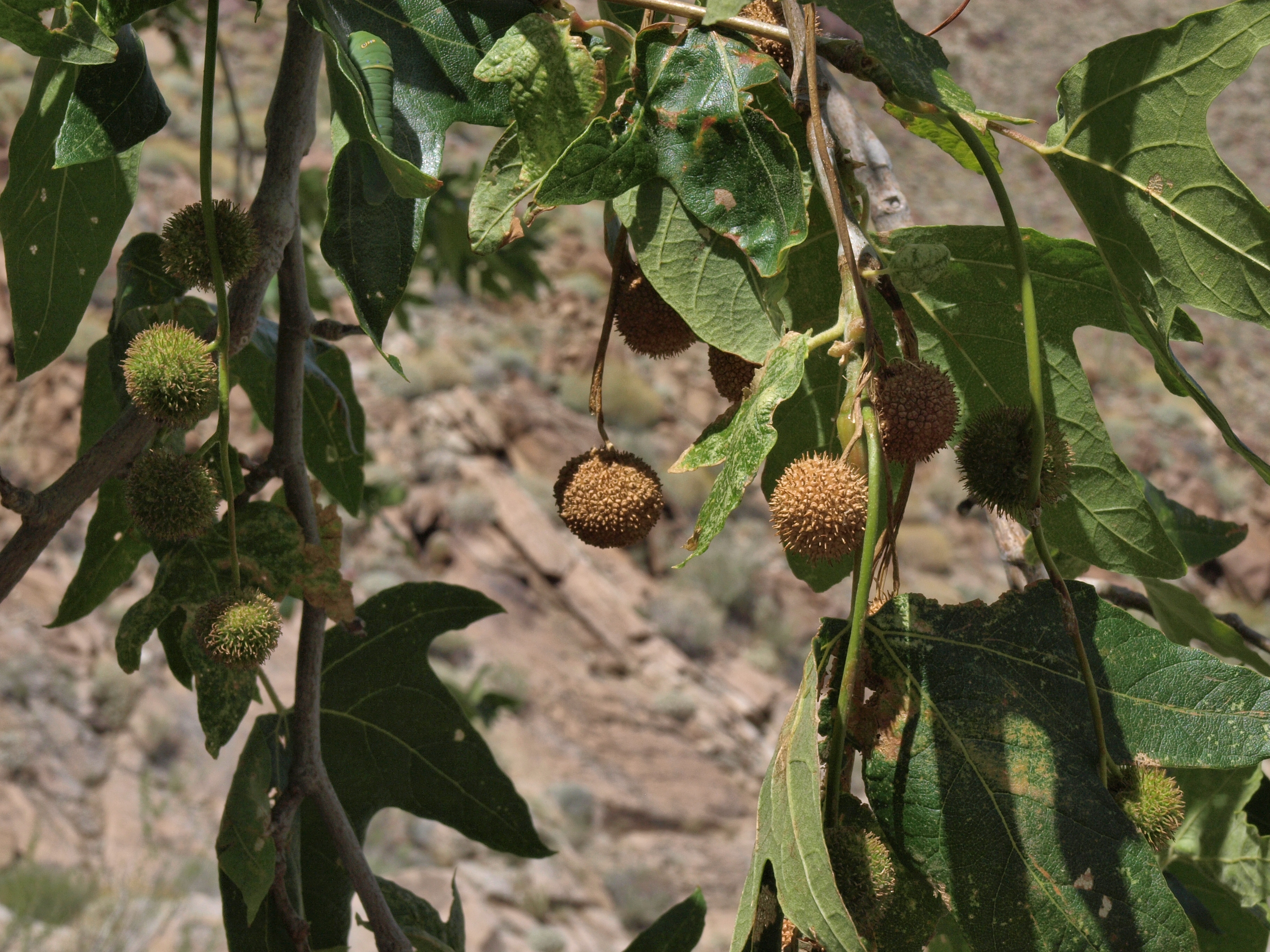
Kalifornische Platane fruchtend

Kalifornische Platanen sind bis zu 15, selten 25 Meter hohe, mit einem Durchmesser von bis zu 2 Meter recht massive Bäume, mit gelegentlich geraden und aufrechten, meist aber unregelmäßig liegenden oder hängenden Stämmen. Die Nebenblätter sind ganzrandig bis etwas gezähnt. Die dunkelgrüne, dicke Blattspreite misst längs wie quer 10 bis 25 Zentimeter und ist drei- bis fünflappig. Die Lappen sind meist länger als breit, die basalen Lappen sind meist etwas kleiner. Die Einbuchtungen sind breit und stark konkav. Der vorderste Lappen ist ein Drittel bis zwei Drittel so lang wie die Spreite. Der Blattrand ist ganzrandig bis entfernt fein gezähnt, zum äußersten Ende ist das Blatt spitz oder zugespitzt, gelegentlich abgerundet. Unterseits ist die Blattoberfläche dauerhaft filzig behaart, oberseits ist sie verkahlend.
Blütezeit ist das Frühjahr, Fruchtzeit der Spätherbst. Die weiblichen Blütenstände stehen in Köpfen zu zwei bis sieben, selten einzeln. Fruchtende Köpfe haben einen Durchmesser von 20 bis 25, selten bis 30 Millimeter. Die seitlich stehenden Köpfe sind ungestielt. Die Rhachis der Fruchtstände ist bis zu 25 Zentimeter lang. Die Früchte sind 7 bis 10 Millimeter lange Achänen. An ihrem Ansatz finden sich Haare, die so lang sind wie rund zwei Drittel der Achänenlänge. Die Chromosomenzahl beträgt 2n = 42.

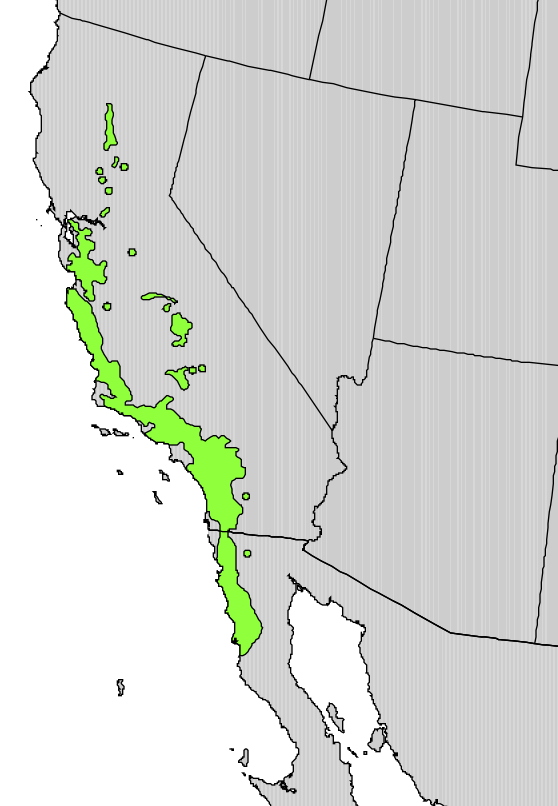
Verbreitungsgebiet

## Verbreitung
Die Kalifornische Platane ist von Kalifornien bis zum mexikanischen Baja California in Höhenlagen von Meereshöhe bis 1500 Meter verbreitet. Sie ist häufig anzutreffen und findet sich entlang von Fließgewässern und in felsigen, feuchten Canyons. 1910 wurde sie nach Europa eingeführt.

## Systematik
Die Art wurde 1842 von Thomas Nuttall in The North American sylva, vol 1, S. 47 erstbeschrieben.

## Nachweise
1. 1 2 3 4  Robert B. Kaul: Platanaceae In: Flora of North America, Bd. 3, Online
2. ↑  Das große illustrierte Pflanzenbuch, herausgegeben u. a. von Walter Baumeister, Verlag für Wissen und Bildung, Rheda 1974, Seite 766